# Ambrosia salsola
Ambrosia salsola és una espècie de planta de la família de les asteràcies que es distribueix per l'oest de Nord Amèrica. És un arbust perenne que es troba sobre sòls sorrencs, poc fèrtils, lleugerament alcalins, als deserts. El nom del gènere Ambrosia fa referència al nom grec ambro'sia: "menjar de Déus olímpics" explicat en la mitologia grega com una droga que donava la immortalitat i lluitava en contra de l'envelliment. El mateix Apol·lo, per exemple, va ser alimentat amb tals menjars en comptes de ser alletat per la seva mare. Igual que el nèctar que és considerat com "allò que confereix la immortalitat". L'epítet específic prové de salso'la: nom llatí referent a "salat".